# Glumsø
Glumsø är en ort i på Själland i Danmark.   Den ligger i Næstveds kommun och Region Själland, i den sydöstra delen av landet, 70 km sydväst om Köpenhamn. Glumsø ligger 21 meter över havet och antalet invånare är 2 167. Närmaste större samhälle är Ringsted, 12 km nordost om Glumsø. Trakten runt Glumsø består till största delen av jordbruksmark. Glumsø har en järnvägsstation på Sydbanen mellan Ringsted och Næstved.